# Olympique Lyonnais 1971-1972
Questa voce raccoglie le informazioni riguardanti l'Olympique Lyonnais nelle competizioni ufficiali della stagione 1971-1972.

## Maglie e sponsor
Lo sponsor tecnico per la stagione 1971-1972 è Le Coq Sportif. Per la prima volta nella storia del club fa la sua comparsa la maglia bianca con la striscia verticale rossa e blu sulla destra.
| Manica sinistra · Maglietta · Maglietta · Manica destra · Pantaloncini · Calzettoni |

## Rosa
| N. |                    | Ruolo | Calciatore        |
| -- | ------------------ | ----- | ----------------- |
|    | Francia (bandiera) | P     | Yves Chauveau     |
|    | Francia (bandiera) | D     | Gilbert Conrath   |
|    | Francia (bandiera) | D     | Jean Baeza        |
|    | Francia (bandiera) | D     | Robert Cacchioni  |
|    | Francia (bandiera) | D     | Albert Domenech   |
|    | Francia (bandiera) | D     | Raymond Domenech  |
|    | Francia (bandiera) | D     | Bernard Lhomme    |
|    | Francia (bandiera) | D     | Gilbert Ravanello |
|    | Francia (bandiera) | D     | Robert Valette    |
|    | Francia (bandiera) | C     | Serge Chiesa      |

| N. |                       | Ruolo | Calciatore          |
| -- | --------------------- | ----- | ------------------- |
|    | Portogallo (bandiera) | C     | Mário Coluna        |
|    | Francia (bandiera)    | C     | Patrick Crolle      |
|    | Francia (bandiera)    | C     | Michel Maillard     |
|    | Jugoslavia (bandiera) | C     | Ljubomir Mihajlović |
|    | Francia (bandiera)    | C     | Georges Prost       |
|    | Francia (bandiera)    | C     | Daniel Ravier       |
|    | Francia (bandiera)    | C     | Alain Thiry         |
|    | Jugoslavia (bandiera) | C     | Dobrivoje Trivić    |
|    | Francia (bandiera)    | A     | Fleury Di Nallo     |
|    | Francia (bandiera)    | A     | Bernard Lacombe     |